# Antona toxaridia
Antona toxaridia är en fjärilsart som beskrevs av Druce 1899. Antona toxaridia ingår i släktet Antona och familjen björnspinnare. Inga underarter finns listade i Catalogue of Life.